# Courtney Lawes
Courtney Lawes (Hackney, 23 de febrero de 1989) es un jugador inglés de rugby que se desempeña como segunda línea. Actualmente juega para el CA Brive en la Rugby Pro D2 de Francia.

## Carrera
Lawes comienza su carrera profesional en 2007 en un partido que disputan los Saints contra Esher Rugby. Ya en la 2008/09 se establece como un jugador importante en el XV de los Saints y esa misma temporada se proclama campeón de la Amlin Cup al ganar por 15-3 a CS Bourgoin-Jallieu.En este partido Lawes comienza una fama de contundente placador al dislocar el hombro de Morgan Parra en un lance del juego. En la temporada 2009/10 los Sainta vuelven a ser campeones esta vez de la Anglo-Welsh Cup ganando en la final a Gloucester Rugby por 30-24.
En la temporada 2013-2014 Lawes se proclama campeón de la [Aviva Premiership], el que es hasta ahora el primer título de liga para los Saints, en la final vencieron a Saracens por 24-20.

### Selección nacional
Lawes ha formado parte de la selección inglesa en categorías inferiores pero no fue hasta 2009 cuando Lawes debutó con el XV de la rosa en un partido amistoso ante Australia donde perdieron por 9-18 y Lawes entró de reemplazo.
En 2010 disputa su primer partido en el Torneo de las Seis Naciones en el partido que disputó ante Escocia en Murrayfield y donde empataron a 15 tantos.
En el año siguiente contribuye a que la selección inglesa ganase el Torneo de las Seis Naciones. Este mismo año Lawes es llamado a formar parte del combinado nacional que jugaría el Mundial de rugby de 2011 participando en 3 partidos en el torneo.
En 2015 es seleccionado para formar parte de la selección inglesa que participa en la Copa Mundial de Rugby de 2015.
Fue seleccionado por Eddie Jones para formar parte del XV de la rosa en la Copa Mundial de Rugby de 2019 en Japón donde lograron vencer en semifinales, en el que fue el mejor partido del torneo, a los All Blacks que defendían el título de campeón, por el marcador de 19-7. Sin embargo, no pudieron vencer en la final a Sudáfrica perdiendo por el marcador de 32-12.

#### Participaciones en Copas del Mundo
| Mundial                       | Sede          | Resultado        | PJ | Tries |
| ----------------------------- | ------------- | ---------------- | -- | ----- |
| Copa Mundial de Rugby de 2011 | Nueva Zelanda | Cuartos de final | 3  | 0     |
| Copa Mundial de Rugby de 2015 | Inglaterra    | Primera fase     | 2  | 0     |
| Copa Mundial de Rugby de 2019 | Japón         | Subcampeón       | 6  | 0     |
| Copa Mundial de Rugby de 2023 | Francia       | 3er Puesto       | 5  | 1     |

### Palmarés y distinciones notables
- European Challenge Cup: 2009
- Copa Anglo-galesa 2010
- Campeón del Seis Naciones 2011
- Campeón Seis Naciones 2016  con Gran Slam (Inglaterra)
- Campeón Seis Naciones 2017 (Inglaterra)
- Aviva Premiership 2014
- Seleccionado por los British and Irish Lions para la gira de 2017 en Nueva Zelanda[9]
- Seleccionado por los British and Irish Lions para la gira de 2021 en Sudáfrica [10]